# Briše pri Polhovem Gradcu
Briše pri Polhovem Gradcu (Duits: Brische) is een plaats in Slovenië en maakt deel uit van de gemeente Dobrova-Polhov Gradec in de NUTS-3-regio Osrednjeslovenska. De plaats telde 162 inwoners op 1 januari 2020.

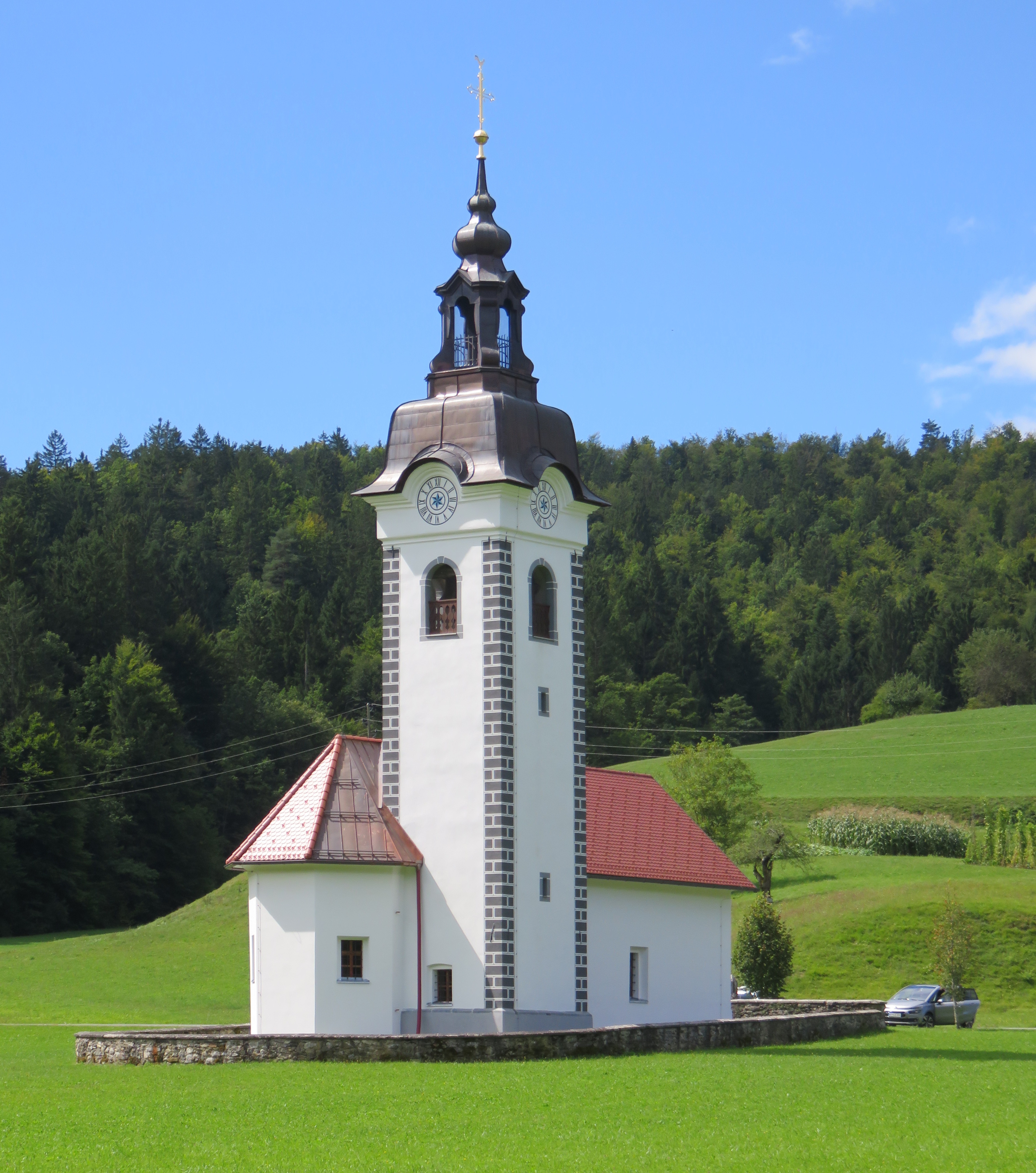
Driekoningenkerk